# 前奏曲Op.28, No. 14 (蕭邦)

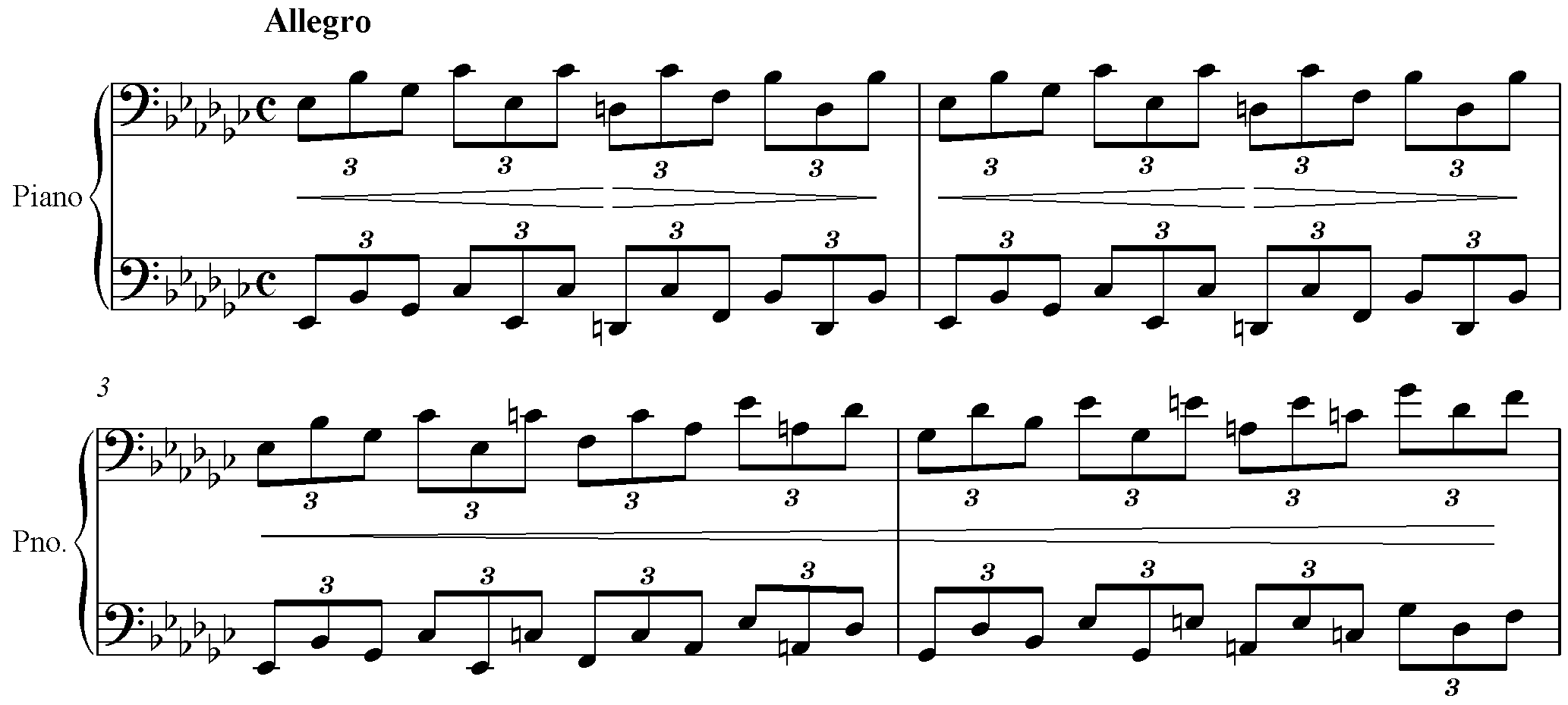
前奏曲Op. 28, No. 14

前奏曲Op. 28, No. 14為蕭邦24首前奏曲中的樂曲，為降E小調，快板，2/2拍。
此曲為作品中其中一首最短暫的，只有約半分鐘長。其織度十分一致，雙手以八度音程同時彈奏飄忽不定的三連音，風格令人聯想到他的第二鋼琴奏鳴曲末樂章。這些重音不明確的樂句塑造了似是陰鬱的氣氛。
阿爾弗雷德·科爾托將其稱為“驚濤駭浪”（Mer orageuse），汉斯·冯·彪罗將其稱為“恐懼”（Fear）。

## 相關樂曲
- 巴拉基列夫 - 即興曲，鋼琴獨奏，基於此曲及Op. 28, No. 11創作

## 外部連結
- 前奏曲, Op. 28：国际乐谱典藏计划上的乐谱
- 来自乌托邦计划（英语：Mutopia Project）的多种格式乐谱 （页面存档备份，存于）